# Bendt Rothe
Bendt Vincentz Christian Rothe (født 9. maj 1921 i København, død 31. december 1989) var en dansk skuespiller, sceneinstruktør, advokat og forfatter.

## Familie
Han var søn af Oluf Skram Rothe (præst og forfatter, 1880-1966) og hustru Lilly Nicoline Marie Rothe født Lindhardt (1887-1965) og var far til Henrik Rothe og Jesper Rothe.

## Karriere
Han blev student i 1939 og havde ikke nogen umiddelbare forventninger til sig selv som skuespiller. Han søgte ind på Det kongelige Teaters Elevskole, men forlod skolen før tid.
Ad omveje kom han til Folketeatret i 1944 og fortsatte i de efterfølgende år med diverse engagementer på forskellige privatteatre som skuespiller, men også som instruktør.
Han påbegyndte et jurastudium i 1947 og blev færdig i 1955. Herefter var han et par år formand for Dansk Skuespillerforbund, som blev fulgt op af et par år som turnéchef ved Det kongelige Teater.
I begyndelsen af 1960'erne nedsatte han sig som sagfører i Næstved sideløbende med filmindspilninger og teaterarbejde. I 1967 fik han møderet for Højesteret.
Han arbejdede på Det Ny Teater 1964-1965 og Det kongelige Teater fra 1966.
Han modtog Teaterpokalen i 1966.
Han blev i sine senere år kendt som baron von Rydtger i tv-serien Matador.
Bendt Rothe skrev adskillige bøger. Han debuterede som forfatter i 1949 på Gyldendal med Tingenes Nej. I 1980 blev han lic.jur. på en immaterialretlig afhandling, Skuespillerkunst og skuespillerret.
Bendt Rothe var fra 1947 til 1958 gift med danseinstruktør Asta Riis Poulsen. I 1958 blev han viet til sekretær Helle Høeg Houmøller. Også dette ægteskab blev opløst, og fra 1969 til 1972 var han gift med skuespillerinden Vigga Bro. Endelig giftede han sig i 1973 med fysioterapeut Birte Merete Gad, med hvem han levede sammen til hendes død i 1985. I sine sidste år dannede han par med Tove Gamst.
Han var Ridder af 1. grad af Dannebrog.
Bendt Rothe døde pludseligt af et hjerteanfald.

## Udvalgt filmografi
Blandt de film, han medvirkende i, kan nævnes:
| - Det bødes der for - 1944 - De tre skolekammerater - 1944 - Diskret ophold - 1946 - Fra den gamle købmandsgård - 1951 - Vi arme syndere - 1952 - Avismanden - 1952 - Hejrenæs - 1953 - Adam og Eva - 1953 - Karen, Maren og Mette - 1954 | - Min datter Nelly - 1955 - Bundfald' - 1957 - Pigen i søgelyset - 1959 - Gymnasiepigen - 1960 - Komtessen - 1961 - Eventyr på Mallorca - 1961 - Ullabella - 1961 - Rikki og mændene - 1962 - Premiere i helvede - 1964 | - Don Olsen kommer til byen - 1964 - Fem mand og Rosa - 1964 - Gertrud - 1964 - Nu stiger den - 1966 - Søskende - 1966 - Smukke Arne og Rosa - 1967 - Jeg er sgu min egen - 1967 - Historien om Barbara - 1967 - Dr. Glas - 1968 | - Tur i natten - 1968 - De røde heste (1968) - 1968 - Oktoberdage - 1970 - Nitten røde roser - 1974 - Strømer - 1976 - Kassen stemmer - 1976 - Hærværk - 1977 - Slægten - 1978 - Olsen-banden over alle bjerge - 1981 - Babettes gæstebud - 1987 |

## Eksterne links
- Bendt Rothe på Internet Movie Database (engelsk)
- Bendt Rothe på Filmdatabasen
- Bendt Rothe på danskefilm.dk
- Bendt Rothe på danskfilmogtv.dk
- Bendt Rothe på Scope
- Bendt Rothe på Svensk Filmdatabas (svensk)
- Bendt Rothe på AlloCiné (fransk)
- Bendt Rothe på AllMovie (engelsk)
- Bendt Rothe på The Movie Database (engelsk)
- Bendt Rothe på gravsted.dk